# Portneuf (municipalité régionale de comté)
Pour les articles homonymes, voir Portneuf.
Portneuf est une municipalité régionale de comté (MRC) du Québec (Canada) située dans la région administrative de la Capitale-Nationale, créée le 1er janvier 1982. Elle est composée de vingt et une  municipalités : neuf villes, sept municipalités, deux paroisses et trois territoires non organisés. Le chef-lieu est Cap-Santé. 

## Géographie
La MRC de Portneuf longe le fleuve Saint-Laurent sur sa portion sud de Neuville à l'est jusqu'à Grondines à l'ouest (aujourd'hui fusionnée à Deschambault (Deschambault-Grondines)). 
Le territoire est traversé par la rivière Sainte-Anne. Cette dernière prenant source au nord-est de la municipalité de Saint-Raymond, elle coule vers le Sud-Ouest en traversant plusieurs municipalités jusqu'à Saint-Casimir. La rivière Sainte-Anne rencontre le fleuve saint laurent à Sainte-Anne-de-la-Pérade, en mauricie (MRC Les Chenaux).
La rivière Jacques-Cartier est aussi un cours d'eau important de le MRC (portion entre Pont-Rouge et Donnacona).
Plus au nord, à proximité des villages de Saint-Ubalde, Rivière-à-Pierre, Saint-Alban et Saint-Raymond, on retrouve une multitude de lacs dont plusieurs sont accessibles pour le plein air et la villégiature. 
On exploite à Rivière-à-Pierre (au nord de la MRC) un granite de très bonne qualité alors que plus au sud, à Saint-Marc-des-Carrières on retrouve plutôt des carrières de pierre de taille (calcaire de trenton).
La MRC de portneuf se distingue par ses terres agricoles riches qui cotoient au nord des lieues plus valonnées et boisées. Ses collines, ses champs, ses rivières, ses forêts et son patrimoine architectural procurent à la MRC un attrait pour le toursime sportif et de terroir ainsi que pour la villégiature.

### Entités territoriales
La MRC est constituée de 18 municipalités locales et de trois territoires non organisés.
| Nom                         | Statut                   | Population 2021 | Superficie (km2) | Densité (h/km2) | Ref. |
| --------------------------- | ------------------------ | --------------- | ---------------- | --------------- | ---- |
| Cap-Santé                   | Ville                    | 3 594           | 69,8             | 51,49           |      |
| Deschambault-Grondines      | Municipalité             | 2 235           | 152              | 14,7            |      |
| Donnacona                   | Ville                    | 7 436           | 37,3             | 199,36          |      |
| Lac-Blanc                   | Territoire non organisé  | 0               | 567,8            | 0               |      |
| Lac-Lapeyrère               | Territoire non organisé  | 0               | 391,9            | 0               |      |
| Lac-Sergent                 | Ville                    | 541             | 5,6              | 96,61           |      |
| Linton                      | Territoire non organisé  | 10              | 463,1            | 0,02            |      |
| Neuville                    | Ville                    | 4 475           | 94,4             | 47,4            |      |
| Pont-Rouge                  | Ville                    | 10 121          | 123,4            | 82,02           |      |
| Portneuf                    | Ville                    | 3 329           | 117,1            | 28,43           |      |
| Rivière-à-Pierre            | Municipalité             | 625             | 535,1            | 1,17            |      |
| Saint-Alban                 | Municipalité             | 1 196           | 159,1            | 7,52            |      |
| Saint-Basile                | Ville                    | 2 709           | 98,5             | 27,5            |      |
| Saint-Casimir               | Municipalité             | 1 449           | 68,1             | 21,28           |      |
| Saint-Gilbert               | Municipalité de paroisse | 283             | 37,76            | 7,49            |      |
| Saint-Léonard-de-Portneuf   | Municipalité             | 2 530           | 146,4            | 17,28           |      |
| Saint-Marc-des-Carrières    | Ville                    | 2 901           | 17,6             | 164,83          |      |
| Saint-Raymond               | Ville                    | 11 108          | 693,6            | 16,01           |      |
| Saint-Thuribe               | Municipalité de paroisse | 298             | 51               | 5,84            |      |
| Saint-Ubalde                | Municipalité             | 1 456           | 147,4            | 9,88            |      |
| Sainte-Christine-d'Auvergne | Municipalité             | 617             | 149,5            | 4,13            |      |
| Total                       | Total                    | 55 523          | 4 125,1          | 13,46           |      |

## Histoire

### Naissance des municipalités régionales de comtés
Les municipalités régionales de comté sont nées en 1979 grâce à l'adoption d'une loi provinciale au Québec appelée : loi sur l'aménagement et l'urbanisme. En effet, en 1979, le lieutenant-gouverneur du Québec sanctionnait une nouvelle loi qui réorganisait le visage municipal du Québec,. Cette nouvelle structure remplaçait les corporations de comtés dont l'origine remontait à la création des premières institutions municipales au Québec en 1885. La différence réside dans le fait que les municipalités régionales de comtés regroupent à la fois les municipalités régies par la Loi sur les cités et villes (LCV) et celles qui le sont par le Code municipal.

### Création de la MRC de Portneuf
La municipalité régionale de comté de Portneuf fut créée en 1982 à partir de l’ancien comté de Portneuf.

## Administration
| Période                                  | Période  | Identité         | Étiquette                          | Qualité                      |
| ---------------------------------------- | -------- | ---------------- | ---------------------------------- | ---------------------------- |
| 1999                                     | 2005     | Jacques Bouillé  | Maire de Deschambault-Grondines    | Vérificateur en comptabilité |
| 2005                                     | 2008     | Michel Matte     | Maire de Saint-Marc-des-Carrières  | Administrateur scolaire      |
| 2008                                     | 2015     | Denis Langlois   | Maire de Saint-Léonard-de-Portneuf | Agriculteur                  |
| 2015                                     | En cours | Bernard Gaudreau | Maire de Neuville                  | Avocat                       |
| Les données manquantes sont à compléter. |          |                  |                                    |                              |

## Organismes de gestion des territoires non organisés
- Réserve Faunique de Portneuf
- Zone d'exploitation contrôlée de la Rivière-Blanche
- Zone d'exploitation contrôlée Batiscan-Neilson